# Pinsà rosat estriat
El pinsà rosat estriat (Carpodacus rubicilloides) és una espècie d'ocell de la família dels fringíl·lids (Fringillidae).

## Descripció
- Pinsà de bona grandària amb uns 19 cm de llarg. Bec i potes color gris.
- Mascle amb cara, front i part inferior del cos carmesí amb franges verticals blanques. Carpó carmesí. Clatell i esquena gris marró amb ratlles verticals fosques. Abdomen rosa.
- Femella gris marró amb línies verticals més fosques.

## Hàbitat i distribució
Habita matolls i arbusts, per sobre del nivell del bosc, al nord-oest de l'Índia, Bhutan, sud-est del Tibet i centre de la Xina. En hivern es trasllada a menors elevacions.

## Subespècies
S'han descrit dues subespècies.
- C. r. lucifer Meinertzhagen R. et Meinertzhagen A., 1926. Nord de l'Índia, el Nepal, Bhutan i sud del Tibet.
- C. r. rubicilloides Przewalski, 1876. Est del Tibet i centre i sud de la Xina